# Só Sei Me Apaixonar
"Só Sei Me Apaixonar" (estilizado em letras minúsculas) é uma canção do ator e cantor brasileiro Bruno Gadiol, gravada o álbum de estúdio Jovem. Conta com participação do músico TINN. A canção foi lançada para download digital e streaming através do selo Head Media, da gravadora Universal Music em 22 de setembro de 2023.
"Só Sei Me Apaixonar" foi o primeiro de três lançamentos que compuseram a versão deluxe do álbum Jovem.

## Lançamento e promoção
A divulgação do single começou com publicações de Gadiol nas redes sociais anunciando seu próximo single com participação do cantor TINN Intitulado "Só Sei Me Apaixonar", Gadiol divulgou alguns vídeos com trechos da nova faixa através de seu Instagram, com o videoclipe gravado na Bolsa Oficial de Café, em Santos. A produção ficou por conta de DMAX. "Só Sei Me Apaixonar" foi lançada para download digital e streaming em 22 de setembro de 2023.

## Faixas e formatos
| Download digital / streaming |                       |         |  |
| N.º                          | Título                | Duração |  |
| 1.                           | "Só Sei Me Apaixonar" | 2:27    |  |

## Histórico de lançamento
| Região | Data                   | Formato(s)                 | Gravadora(s)    | Ref.  |
| ------ | ---------------------- | -------------------------- | --------------- | ----- |
| Várias | 22 de setembro de 2023 | Download digital streaming | Universal Music | [ 6 ] |